# Euphorbia podocarpifolia
Euphorbia podocarpifolia är en törelväxtart som beskrevs av Ignatz Urban. Euphorbia podocarpifolia ingår i släktet törlar, och familjen törelväxter. Inga underarter finns listade i Catalogue of Life.